# Glen Elder
Glen Elder är en ort i Mitchell County i delstaten Kansas, USA.